# Synode de Sutri
Le synode de Sutri (aussi appelé concile de Sutri) fut convoqué par le pape Grégoire VI à la demande de l'empereur germanique Henri III, qui voulait mettre un terme à l'anarchie papale. Le synode se déroula du 20 au 23 décembre 1046, à Sutri, à la frontière du duché de Rome, puis se conclut à Rome les 24 et 25 décembre.

## La convocation au synode
Une grande partie de l'Église encourageait Henri III à intervenir, à la fois pour résoudre le conflit au sein de la papauté tout en ramenant l'ordre à Rome et pour se faire couronner Empereur dans une cérémonie officielle par un pape que nul ne pourrait contester.
Au cours de l'automne 1046, le roi Henri III de Germanie, accompagné par tous ses vassaux et d'une brillante suite de princes d'empire séculiers comme ecclésiastiques, franchit les Alpes à la tête d'une armée imposante.
Rome était dans un état de guerre civile entre les différentes factions de la noblesse, chacune ayant son candidat qu'elle considérait comme le pape. L'un présidait à Saint-Pierre de Rome, un autre au Latran, le dernier à Sainte-Marie-Majeure. Deux d'entre eux, Benoît IX, un membre de la famille des comtes de Tusculum, et Sylvestre III du clan des Crescenzi, représentaient des factions rivales de la noblesse romaine. La situation du troisième, Grégoire VI, était particulière en ce sens qu'il avait acheté son titre de bonne foi à Benoît IX, son parrain, deux ans auparavant. Chacun avait ses supporteurs et contrôlait une partie de la ville.
Henri fut accueilli par Grégoire à Plaisance. Il fut décidé que le synode aurait lieu à Sutri, à 40 km au nord de Rome, hors d'atteinte des bandes rivales.

## Le synode
Le synode convoqua les trois pontifes, et Sylvestre et Grégoire y participèrent. Les revendications des trois papes furent rapidement éliminées. Sylvestre fut déchu de son rang sacerdotal et exilé dans un monastère. Grégoire démissionna, en prononçant ses mots : « Moi, Grégoire, évêque, serviteur des serviteurs de Dieu, me condamne moi-même à être déchu de la charge pontificale de la Sainte Église Romaine, en raison de l'énorme erreur par laquelle l'impureté simoniaque a vicié mon élection. ». Le synode s'acheva le 23 décembre.
Une forme de synode fut reprise à Rome le lendemain pour s'assurer de l'éviction de Benoît IX. La papauté fut alors déclarée sede vacante.
Le 24 décembre, Henri III sollicita en premier le puissant évêque Adalbert de Brême afin qu'il prenne la tiare papale, mais celui-ci déclina cet honneur qu'il jugea dangereux. Le choix suivant d'Henri se porta sur son confesseur personnel, Suidger, évêque du diocèse de Bamberg nouvellement créé. Suidger choisit le nom de Clément II mais il insista pour conserver le diocèse de Bamberg afin de conserver une source de moyens financiers, hors de portée des factions romaines. Il fut officiellement consacré pape le jour de Noël. On prit un Allemand, d'après  l'abbé Didier du Mont-Cassin, parce que parmi le clergé romain on ne put trouver personne qui fût digne d'un tel honneur.

## Les suites du synode
Le premier geste pontifical de Clément fut de placer la couronne impériale sur la tête de son protecteur, et sur celle de la reine, Agnès d'Aquitaine. Le nouvel empereur reçut du pape le diadème et le titre de patrice des Romains, une ancienne dignité qui était attribuée pendant le Bas-Empire et qui depuis le Xe siècle avait été interprétée comme conférant le droit de nommer le pontife.
Quelque décennies plus tard, la réforme grégorienne remettait en question ce droit. Ensuite, l'affrontement entre le pape et l'empereur donna lieu à la querelle des Investitures.
À la mort de Clément II en 1047, Benoît IX renouvela sa revendication de la papauté.